# میلفورد، دربی‌شر

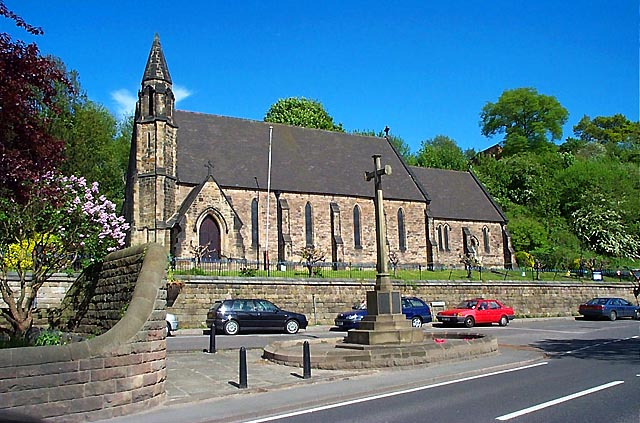
کلیسای میلفورد

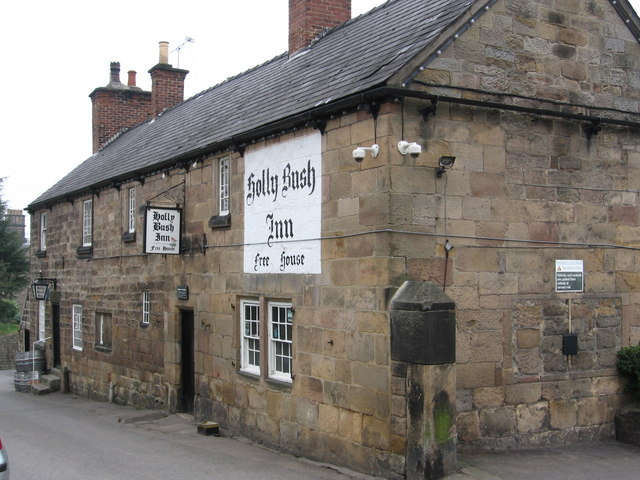
مسافرخانه هالی بوش

میلفورد (انگلیسی: Milford) یک روستا در شهرستان دربی‌شر، انگلستان است.
این روستا که در کنار رود درونت واقع شده است به دلیل قرار داشتن کارخانه‌های صنعت نساجی در این منطقه و ثبت آثار آن در میراث جهانی یونسکو شناخته می‌شود.